# Liste der portugiesischen Botschafter in Österreich
Die Liste der portugiesischen Botschafter in Österreich listet die Botschafter der Republik Portugal in Österreich auf. Die beiden Staaten unterhalten seit 1667 diplomatische Beziehungen. Diese wurden dreimal unterbrochen: kurzzeitig zwischen 1822 (Liberale Revolution in Portugal) und 1847, während des Ersten Weltkriegs (1914–1918, Wiederaufnahme diplomatischer Beziehungen 1922), und nach dem Anschluss Österreichs an Nazideutschland (1938–1945, volle Wiederaufnahme diplomatischer Beziehungen 1954).
Portugal unterhält seine Botschaft in der österreichischen Hauptstadt Wien, am Opernring Nr. 1. Daneben gibt es portugiesische Honorarkonsulate in Salzburg, Innsbruck, Linz und Graz.

## Missionschefs
| Name                                                                                    | Bild                                        | Amtszeit                                    | Anmerkungen                                                                                                  |
| Flagge des Königreichs Portugal (1667–1706)                                             | Flagge des Königreichs Portugal (1667–1706) | Flagge des Königreichs Portugal (1667–1706) | Flagge des Königreichs Portugal (1667–1706)                                                                  |
| --------------------------------------------------------------------------------------- | ------------------------------------------- | ------------------------------------------- | --- |
| Carlos José de Ligne                                                                    |                                             | 13. April 1696–August 1696                  | erster portugiesischer Diplomat in Wien; am 16. November 1695 eingetroffen                                   |
| Francisco de Sousa Pacheco                                                              |                                             | 20. April 1698 –20. Mai 1698                | am 5. April 1698 eingetroffen                                                                                |
| Flagge des Königreichs Portugal (1706–1816)                                             |                                             |                                             | |
| Barão de Tinti                                                                          |                                             | 1708–1726                                   | |
| Fernão Teles da Silva                                                                   |                                             | 7. Juni 1708– 25. Oktober 1708              | Sonderbotschafter, am 23. Februar 1708 eingetroffen                                                          |
| João Gomes da Silva                                                                     |                                             | 19. Februar 1726– 29. November 1738         | |
| Domingos de Araújo Soares Beneficiado                                                   |                                             | 1737                                        | Agent |
| Sebastião José de Carvalho e Melo                                                       |                                             | 1745– 3. September 1749                     | bis 12. März 1747 zunächst nur Emissär                                                                       |
| Ambrósio Pereira Freire de Andrade e Castro                                             |                                             | 21. Mai 1752– 14. November 1770             | am 20. Mai 1752 eingetroffen; Vater des Gomes Freire de Andrade                                              |
| Manuel Pereira de Sousa                                                                 |                                             | 1770                                        | |
| José de Sá Pereira                                                                      |                                             | 15. August 1772 –Juli 1775                  | am 9. August 1772 eingetroffen                                                                               |
| António Rangel Pereira de Sá                                                            |                                             | Juli 1775– 3. September 1780                | am 9. Juli 1775 eingetroffen                                                                                 |
| Miguel de Portugal                                                                      |                                             | 1779 (?)                                    | |
| Graf Carl August von Oeynhausen                                                         |                                             | 3. September 1780 –2. Juni 1791             | am 27. August 1780 eingetroffen                                                                              |
| Agostinho Nery da Silva                                                                 |                                             | September 1784 –Februar 1795                | Geschäftsträger                                                                                              |
| Alexandre de Sousa e Holstein                                                           |                                             | 1790?                                       | |
| Visconde de Anadia                                                                      |                                             | 1791?                                       | |
| Rodrigo de Sousa Coutinho                                                               |                                             | 1793                                        | |
| Lourenço de Lima                                                                        |                                             | 25. Dezember 1795 –30. Januar 1801          | seit 10. November 1799 nicht mehr vor Ort tätig                                                              |
| Joaquim José de Miranda Rebelo                                                          |                                             | 10. November 1799 –1801                     | Geschäftsträger                                                                                              |
| José Maria de Sousa                                                                     |                                             | 1801– 22. Dezember 1801                     | Botschafter und Sondergesandter                                                                              |
| Francisco José de Horta Machado                                                         |                                             | 1802                                        | |
| Joaquim Lobo da Silveira                                                                |                                             | 1814                                        | |
| Visconde da Torre Bela                                                                  |                                             | 1815                                        | |
| Marquês de Marialva                                                                     |                                             | 1816?– 6. April 1818                        | Sonderbotschafter                                                                                            |
| Flagge des Vereinigten Königreichs von Portugal, Brasilien und den Algarven (1816–1822) |                                             |                                             | |
| Rodrigo Navarro de Andrade                                                              |                                             | 6. Juli 1816– 6. Juni 1817                  | Interims-Geschäftsträger, am 1. Juli 1816 angekommen                                                         |
| Joaquim José de Miranda Rebelo                                                          |                                             | 6. Juni 1817– 21. Februar 1818              | Interims-Geschäftsträger                                                                                     |
| Rodrigo Navarro de Andrade                                                              |                                             | 6. April 1818– 9. Mai 1822                  | zweite Ernennung, diesmal Botschafter und Sondergesandter                                                    |
| João Freire de Andrade Salazar e Eça                                                    |                                             | 1822                                        | |
| Rodrigo Navarro de Andrade                                                              |                                             | 5. September 1823 –22. Juli 1828            | dritte Ernennung; wurde 1824 zum Barão de Vila Seca erhoben, schied 1828 auf eigenen Wunsch aus              |
| Portugal                                                                                |                                             |                                             | |
| J. L. Bayard                                                                            |                                             | 6. November 1835– 27. Dezember 1839         | |
| Marquês de Saldanha                                                                     |                                             | 8. März 1842– 3. September 1847             | bereits seit dem 3. März 1842 Chef der Botschaft; verließ sie am 8. September 1845                           |
| Pedro de Sousa Botelho                                                                  |                                             | 23. März 1846– 9. November 1847             | Interims-Geschäftsträger                                                                                     |
| Luis Victorino de Noronha                                                               |                                             | 10. November 1847 –10. Februar 1848         | bereits seit dem 3. November 1847 Chef der Botschaft; verließ sie am 30. Dezember 1847                       |
| Vasco Pinto de Balsemão                                                                 |                                             | 25. April 1849 –19. Juli 1852               | Interims-Geschäftsträger, bereits seit dem 14. April 1849 Chef der Botschaft, verließ diese am 31. Juli 1851 |
| José António Soares Leal                                                                |                                             | 13. Dezember 1852 –28. April 1856           | bereits seit dem 8. Dezember 1852 Chef der Botschaft, verließ diese am 19. April 1855                        |
| Visconde de Seisal                                                                      |                                             | ?– 11. November 1855                        | Sonderbotschafter; seit dem 1. November 1855 Chef der Botschaft                                              |
| Barão de Santa Quitéria                                                                 |                                             | ?– 23. Juli 1856                            | seit dem 18. Juli 1856 Chef der Botschaft                                                                    |
| Barão de Reboredo                                                                       |                                             | 28. August 1856 –24. Juli 1858              | bereits seit dem 22. August 1856 Chef der Botschaft; verließ diese am 30. Juni 1857                          |
| Henrique Teixeira de Sampaio                                                            |                                             | ?– 1. Mai 1859                              | Geschäftsträger; seit dem 13. Mai 1858 Chef der Botschaft                                                    |
| Barão de Santa Quitéria (später Visconde)                                               |                                             | ?– 24. November 1868                        | zweite Berufung; seit dem 1. Mai 1859 Chef der Botschaft                                                     |
| Eduardo Wiener de Weltern                                                               |                                             | ?– 17. Juni 1869                            | Geschäftsträger; seit dem 25. November 1868 Chef der Botschaft                                               |
| Visconde de Santa Quitéria                                                              |                                             | 18. Juni 1869– 24. Oktober 1871             | dritte Berufung; bereits seit dem 17. Juni 1869 Chef der Botschaft                                           |
| Conde de São Miguel                                                                     |                                             | 14. Dezember 1871 –29. August 1872          | Interims-Geschäftsträger; bereits seit dem 12. Dezember 1871 Chef der Botschaft                              |
| João Coelho de Almeida                                                                  |                                             | 14. September 1872 –1. Oktober 1879         | bereits seit dem 29. August 1872 Chef der Botschaft, verließ diese am 14. August 1879                        |
| Visconde de Valmor                                                                      |                                             | 15. Oktober 1880 –18. Juni 1897             | bereits seit dem 1. Oktober 1880 Chef der Botschaft, verließ diese am 20. Mai 1897                           |
| Conde de Paraty                                                                         |                                             | 25. September 1897 –10. Dezember 1910       | bereits seit dem 7. September 1897 Chef der Botschaft, verließ diese am 12. September 1910                   |
| Portugal                                                                                |                                             |                                             | |
| Eduardo Moreira Marques                                                                 |                                             | ?– 30. Dezember 1910                        | Interims-Geschäftsträger; seit dem 12. September 1910 Chef der Botschaft                                     |
| Frederico Suess Júnior                                                                  |                                             | ?– 23. Juni 1911                            | Geschäftsträger; seit dem 30. Dezember 1910 Chef der Botschaft                                               |
| Pedro Tovar                                                                             |                                             | 28. September 1911 –5. Mai 1912             | Geschäftsträger; seit dem 23. Juni 1911 Chef der Botschaft                                                   |
| Francisco de Oliveira Calheiros e Meneses                                               |                                             | 13. Mai 1912 –12. Mai 1914                  | bereits seit dem 6. Mai 1912 Chef der Botschaft                                                              |
| Alberto da Veiga Simões                                                                 |                                             | 4. April 1922 –28. Juli 1922                | |
| Francisco Manuel Couceiro da Costa                                                      |                                             | 19. Oktober 1922 –21. April 1925            | bereits seit dem 19. September 1922 Chef der Botschaft, verließ diese am 25. Juni 1924                       |
| Valentim Augusto da Silva                                                               |                                             | ?– 27. Juni 1925                            | Geschäftsträger; seit dem 21. April 1925 Chef der Botschaft                                                  |
| Eugénio Carlos Martinez Tavares (auch als Eugénio dos Santos Tavares geführt)           |                                             | 2. Juli 1925– 15. März 1926                 | bereits seit dem 27. Juni 1925 Chef der Botschaft                                                            |
| Alberto da Veiga Simões                                                                 |                                             | 30. April 1926 –8. August 1933              | zweite Ernennung; bereits seit dem 21. April 1926 Chef der Botschaft                                         |
| Henrique da Guerra Quaresma Viana                                                       |                                             | 29. April 1933– 17. August 1933             | Geschäftsträger; bereits seit dem 18. April 1933 Chef der Botschaft                                          |
| José da Costa Carneiro                                                                  |                                             | 23. Mai 1934 –?                             | bereits seit dem 20. April 1934 Chef der Botschaft, jedoch nicht vor Ort; Botschaft wurde geschlossen        |
| Miguel de Almeida Paile                                                                 |                                             | 20. Dezember 1954 –3. November 1958         | bereits seit dem 15. Dezember 1954 Chef der Botschaft, verließ diese am 12. Mai 1958                         |
| Marcus de Fontes Pereira de Melo Fonseca                                                |                                             | ?– 11. Oktober 1959                         | Interims-Geschäftsträger; seit dem 12. Mai 1958 Chef der Botschaft                                           |
| Abílio Andrade Pinto de Lemos                                                           |                                             | 19. Oktober 1959 –27. Oktober 1962          | bereits seit dem 11. Oktober 1959 Chef der Botschaft                                                         |
| António de Lucena                                                                       |                                             | ?– 2. März 1963                             | Geschäftsträger; seit dem 2. Oktober 1962 Chef der Botschaft                                                 |
| Marcus de Fontes Pereira de Melo Fonseca                                                |                                             | 18. März 1963 –12. Juni 1965                | zweite Ernennung, diesmal ordentlicher Botschafter; bereits seit dem 3. März 1963 Chef der Botschaft         |
| Manuel de Sá Nogueira                                                                   |                                             | ?– 1. September 1965                        | Geschäftsträger; seit dem 12. Juni 1965 Chef der Botschaft                                                   |
| Aramando Ramos de Paula Coelho                                                          |                                             | 27. September 1967 –31. Januar 1969         | bereits seit dem 1. September 1967 Chef der Botschaft                                                        |
| Guilherme Margarido de Castilho                                                         |                                             | 19. Februar 1969 –26. Juni 1975             | bereits seit dem 3. Februar 1969 Chef der Botschaft                                                          |
| Eduardo Augusto Andrade Braga Condé                                                     |                                             | 2. Juli 1975– 26. Juni 1976                 | bereits seit dem 30. Juni 1975 Chef der Botschaft                                                            |
| Sérgio Alexandre Aires Trindade Sacadura Cabral                                         |                                             | 14. Juli 1976– 12. September 1979           | bereits seit dem 1. Juli 1976 Chef der Botschaft                                                             |
| António Luís de Magalhães de Abreu Novais Machado                                       |                                             | 10. Oktober 1979 –19. Januar 1981           | bereits seit dem 28. September 1979 Chef der Botschaft                                                       |
| José Moreira de Campos Alves                                                            |                                             | ?– 13. Juli 1981                            | Geschäftsträger; seit dem 10. Februar 1981 Chef der Botschaft                                                |
| Tomás de Mello Breyner Andresen                                                         |                                             | 15. Juli 1981– 31. Dezember 1983            | bereits seit dem 13. Juli 1981 Chef der Botschaft                                                            |
| Sebastião Maria de Almeida Castelo-Branco                                               |                                             | ?– 8. Oktober 1984                          | Geschäftsträger; seit dem 31. Dezember 1983 Chef der Botschaft                                               |
| António Augusto de Medeiros Patrício                                                    |                                             | 15. Oktober 1984 –7. April 1986             | bereits seit dem 9. Oktober 1984 Chef der Botschaft                                                          |
| Carlos Macieira Ary dos Santos                                                          |                                             | 26. September 1986 –20. Januar 1993         | bereits seit dem 5. August 1986 Chef der Botschaft                                                           |
| Octávio Neto Valério                                                                    |                                             | 17. Februar 1993 –23. Oktober 1995          | |
| Álvaro José Costa de Mendonça e Moura                                                   |                                             | 7. Dezember 1995 –14. Juni 1999             | bereits seit dem 4. Dezember 1995 Chef der Botschaft                                                         |
| João da Rosa Lã                                                                         |                                             | 18. Juni 1999– 24. Januar 2001              | bereits seit dem 13. Juni 1999 Chef der Botschaft                                                            |
| Carlos Neves Ferreira                                                                   |                                             | ?– 17. Februar 2005                         | seit dem 16. November 2001 Chef der Botschaft                                                                |
| António Luiz da Silva Sennfelt                                                          |                                             | ?– 5. Februar 2006                          | seit dem 18. März 2005 Chef der Botschaft                                                                    |
| Vasco Luís Pereira Bramão Ramos                                                         |                                             | ?– 1. November 2006                         | seit dem 23. Februar 2006 Chef der Botschaft                                                                 |
| Joaquim Rafael Caimoto Duarte                                                           |                                             | ?– 23. Oktober 2009                         | bereits seit dem 11. April 2007 Chef der Botschaft                                                           |
| Ana Maria da Silva Marques Martinho                                                     |                                             | 28. März 2012 –13. März 2013                | bereits seit dem 1. März 2012 Chefin der Botschaft                                                           |
| Pedro Moitinho de Almeida                                                               |                                             | 5. April 2013- ?                            | |
| Miguel Maria Simões Coelho de Almeida e Sousa                                           |                                             | seit dem 22. März 2022                      | |